# Karl Ernst Maier
Karl Ernst Maier (* 8. Dezember 1920 in Bruck in der Oberpfalz; † 21. Januar 2011 in Regensburg) war ein deutscher Pädagoge, Germanist und Hochschullehrer.

## Leben
Nach dem Abitur 1940 und Wehrdienst promovierte er 1955 an der Universität München bei Martin Keilhacker zum Thema "Das arme Kind. Eine pädagogisch-psychologische Untersuchung über die Auswirkungen materieller Armut auf das Volksschulkind der Großstadt". 1967 habilitierte er sich an der Philosophischen Fakultät der Universität Salzburg zum Thema "Das Werden der allgemeinbildenden Pflichtschule in Bayern und Österreich. Eine vergleichende Untersuchung von den Anfängen bis zur Gegenwart". Er war Professor an der Pädagogischen Hochschule Regensburg und deren Rektor. In dieser Funktion war er maßgeblich beteiligt an der Integration dieser Hochschule in die Universität Regensburg. Danach arbeitete er als ordentlicher Professor für Pädagogik an der Philosophischen Fakultät II der Universität Regensburg bis zu seiner Emeritierung im Jahre 1987. Neben seiner Tätigkeit als Hochschullehrer engagierte er sich in besonderer Weise für den Bereich der Jugendliteratur.

## Schriften (Auswahl)
- Das arme Kind. Eine pädagogisch-psychologische Untersuchung über die Auswirkungen materieller Armut auf das Volksschulkind der Großstadt. 1955, OCLC 215118478.
- Das Werden der allgemeinbildenden Pflichtschule in Bayern und Österreich. Eine vergleichende Untersuchung von den Anfängen bis zur Gegenwart. Ansbach 1967, OCLC 845307643.
- Grundriss moralischer Erziehung. Bad Heilbrunn 1985, ISBN 3-7815-0583-9.
- Jugendliteratur. Formen, Inhalte, pädagogische Bedeutung. Bad Heilbrunn 1993, ISBN 3-7815-0750-5.